# Tarra White
Tarra White (ur. 19 listopada 1987 w Ostrawie) – czeska modelka, moderatorka, aktorka i reżyserka filmów pornograficznych.

## Życiorys

### Wczesne lata
Urodziła się w Ostrawie, tuż przy polskiej granicy. Po rozwodzie rodziców, mieszkała z matką. Gdy była dzieckiem, często jeździła z rodziną na zakupy do Polski. W wieku pięciu lat chciała być striptizerką. Mając trzynaście lat dążyła, by być gwiazdą porno i zakładała wysokie buty matki, która była niezadowolona, kiedy dowiedziała się o ambicjach córki.

### Kariera
Podczas gdy jeszcze uczęszczała do szkoły średniej, w dniu swoich osiemnastych urodzin zdobyła od przyjaciół numer telefonu do znanego czeskiego aktora porno Roberta Rosenberga, który skontaktował się z nią tego samego dnia. Dwa dni później wzięła udział w pierwszej profesjonalnej scenie seksu z Robertem Rosenbergiem przy Uniwersytecie Karola w Pradze.
Od kwietnia 2008 pracowała dla TV Nova jako prezenterka Red News.
Jej praca nie ograniczała się tylko do udziału w produkcjach czeskich. Brała także udział w scenach kręconych przez Rocco Siffrediego w willi, samolocie, zbiorniku lub w stodole. Występowała też w filmach Private Media Group, z którą podpisała kontrakt, w tym Private Gold 86: Ibiza Fucking Island (2007), Private Exotic 1: Sluts of the Caribbean (2007), Private Exotic 3: Sexual Revenge in the Tropics (2007) czy Billionaire 2 (2009).
W Mission Ass Possible (2011) była kobietą-szpiegiem, a w filmie Video Marc Dorcel Inglorious Bitches (2011) grała główną rolę. W 2012 założyła swoją stronę internetową. Został też dziewczyną firmy MagikView Entertainment. Na początku grudnia 2013 opublikowała książkę Porno a já. 18 stycznia 2014 gościła na 31. edycji gali AVN Awards - Adult Entertainment Expo w Las Vegas.
W latach 2010–2013 była nominowana do AVN Award w kategorii wykonawczyni zagraniczna roku.

## Życie prywatne
Ze związku ze swoim włoskim producentem porno Giorgio Grandim, ma córkę Charlottę (ur. 17 maja 2014) i dwoje dzieci.

## Nagrody
| Rok  | Nagroda                                                     | Kategoria                                      | Film                                                                  | Inni wykonawcy                                                            |
| ---- | ----------------------------------------------------------- | ---------------------------------------------- | --------------------------------------------------------------------- | ------------------------------------------------------------------------- |
| 2006 | Zlatá Hvězda (Złota Gwiazda) - Prague Erotica Show (Czechy) | Najlepsza gwiazdka                             | –                                                                     | –                                                                         |
| 2007 | Zlatá Hvězda (Złota Gwiazda) - Prague Erotica Show (Czechy) | Najlepsza aktorka Republiki Czeskiej           | –                                                                     | –                                                                         |
| 2008 | Ninfa                                                       | Najlepsza aktorka drugoplanowa                 | Wild Waves (Woodman Entertainment)                                    | –                                                                         |
| 2009 | Hot d’Or                                                    | Najlepsza wykonawczyni europejska              | –                                                                     | –                                                                         |
| 2009 | Hot d’Or                                                    | Najlepsza aktorka europejska                   | Billionaire (Private)                                                 | –                                                                         |
| 2009 | Erotixxx Award                                              | Najlepsza aktorka europejska                   | –                                                                     | –                                                                         |
| 2010 | Erotixxx Award -                                            | Najlepsza aktorka międzynarodowa               | –                                                                     | –                                                                         |
| 2014 | AVN Award                                                   | Najlepsza scena seksu w zagranicznej produkcji | The Ingenuous (2013, Video Marc Dorcel), reż. Max Candy, Michael Ninn | Aleska Diamond, Anna Polina, Anissa Kate, Angel Piaff, Rita i Mike Angelo |